# Tutrakan (gmina)
Tutrakan (bułg. Община Тутракан) – gmina w północno-wschodniej Bułgarii, w obwodzie Silistra. Według danych na rok 2010 zamieszkiwało ją 16 637 osób.

## Miejscowości
Miejscowości wchodzące w skład gminy Tutrakan:
- Antimowo (bułg.: Антимово),
- Belica (bułg.: Белица),
- Brenica (bułg.: Бреница),
- Car Samuił (bułg.: Цар Самуил),
- Carew doł (bułg.: Царев дол),
- Dunawec (bułg.: Дунавец),
- Nowa Czerna (bułg.: Нова Черна),
- Pożarewo (bułg.: Пожарево),
- Presławci (bułg.: Преславци),
- Sjanowo (bułg.: Сяново),
- Staro seło (bułg.: Старо село),
- Szumenci (bułg.: Шуменци),
- Tutrakan (bułg.: Тутракан) − siedziba gminy,
- Tyrnowci (bułg.: Търновци),
- Warnenci (bułg.: Варненци).